# Dromomeron
Dromomeron (significando "fêmur corredor") é um gênero de arcossauro dinosauromorfo do Período Triássico da
Formação Chinle em Ghost Ranch, no estado do Novo México, Estados Unidos.
Este animal foi descoberto por partes de ossos, incluindo o fêmur, indicando que esse animal era menor que 1 metro.
Foi descrito como mais aparentado com o Lagerpeton, da Argentina, mas foram encontrados parentescos também com dinossauros verdadeiros, como o Chindesaurus.
O nome da espécie foi uma homenagem ao influente paleontólogo de vertebrados do Século XX Alfred Romer.

## Ver Também
- Sacissauro
- Avemetatarsalia
- Dinosauromorpha